# Muellerianella extrusa
Muellerianella extrusa är en insektsart som först beskrevs av Scott 1871.  Muellerianella extrusa ingår i släktet Muellerianella och familjen sporrstritar. Enligt den finländska rödlistan är arten sårbar i Finland. Arten är reproducerande i Sverige. Artens livsmiljö är rikkärr. Inga underarter finns listade i Catalogue of Life.